# Alexis Guimond
Pour les articles homonymes, voir Guimond.
Alexis Guimond est un skieur handisport canadien, né le 6 novembre 1999, à Houston.

## Palmarès

### Jeux paralympiques
| Épreuve / Édition | Pyeongchang 2018 |
| Descente          | 4e               |
| Super-G           | 4e               |
| Slalom géant      | Bronze           |
| Slalom            |                  |
| Super combiné     |                  |

Le 21 décembre 2023, à Steinach am Brenner (Autriche), il a remporté la deuxième place pour l'épreuve du slalom géant debout à la Coupe du monde de para ski alpin.